# Juan Casiano (1941)
El Juan Casiano fue un buque petrolero mexicano de 6 852 toneladas que naufragó el 19 de octubre de 1944 frente a las costas de Georgia a consecuencia de una colisión por un temporal. El buque, originariamente un carguero, pasó por sucesivos propietarios y pabellones y una reconversión de carguero a petrolero.

## Historial

Mapa que muestra los lugares donde fueron hundidos 6 buques de bandera mexicana por submarinos alemanes en 1942 y el Juan Casiano que se hundió por colisión contra un barco escolta durante una tormenta en 1944.

El 29 de julio de 1919 fue botado como carguero para la Carlton Steamship Co. con base en Newcastle-upon-Tyne y bautizado como Linerton. En ese mismo año fue vendido a la Anglo-Saxon (Shell) Oil Co., y reconstruido como buque tanque en el astillero Róterdam Drydock Co., y rebautizado como Radix. En 1921 fue vendido a A/S Mosvolds, con puerto de registro en Farsund, Noruega, conservando su nombre. En 1928 fue vendido a J. Altermann, con sede en Hamburgo, y rebautizado como Tine Asmussen. El 8 de diciembre de 1941 fue incautado por el Gobierno de México, incorporado a PEMEX con puerto en Coatzacoalcos, Veracruz y rebautizado como Juan Casiano.

## Hundimiento
El 19 de octubre de 1944 naufragó tras una colisión con un patrullero a consecuencia de un temporal, frente a Savannah, Georgia. El hundimiento provocó el deceso de 21 tripulantes.